# Reed Baker-Whiting
Reed Vanarthur Baker-Whiting (ur. 31 marca 2005 w Seattle) – amerykański piłkarz występujący na pozycji środkowego, lewego lub defensywnego pomocnika, od 2021 roku zawodnik Seattle Sounders.